# Belorchestes planatus
Belorchestes planatus är en kvalsterart som beskrevs av Grandjean 1951. Belorchestes planatus ingår i släktet Belorchestes och familjen Zetorchestidae. Inga underarter finns listade.